# Pentekostalizm w Argentynie

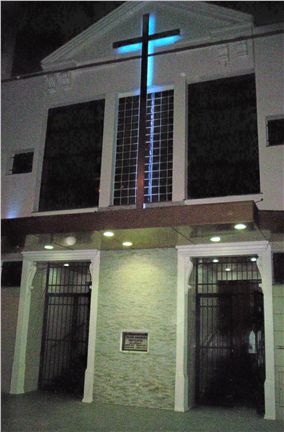
Iglesia evangelica Pentecostal

Pentekostalizm w Argentynie – społeczność zielonoświątkowców w Argentynie, stanowiąca ponad 10% społeczeństwa. Podobnie jak w wielu innych krajach pentekostalizm w Argentynie jest skupiony w wielu denominacjach. Aż do początku lat 80. XX wieku pentekostalizm w tym kraju odgrywał marginalną rolę. Nagły wzrost nastąpił po zaprowadzeniu demokracji w Argentynie. Podobnie jak i w innych latynoskich krajach zielonoświątkowcy docierają do ubogich warstw społeczeństwa. Środowisko pentekostalne stanowi drugą grupę religijną w kraju po Kościele katolickim.

## Historia

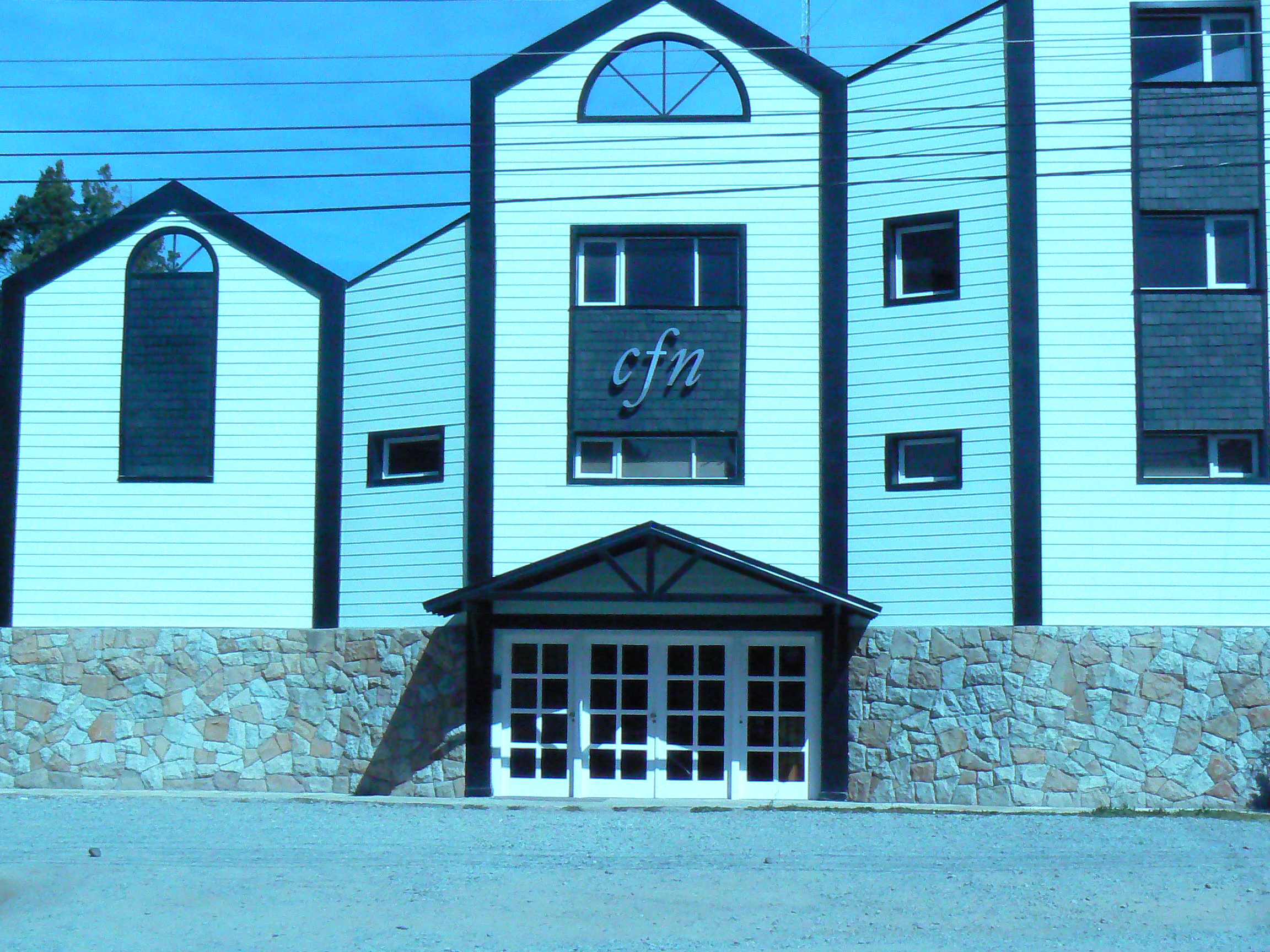

Ruch zielonoświątkowy dotarł do Argentyny w roku 1910, czyli w tym samym roku, co pojawienie się pentekostalizmu w Brazylii i rok później niż w Chile . Stało się to za sprawą Amerykanów włoskiego pochodzenia z Chicago: Luigi Francesco, Giácomo Lombardi i Lucía Mena. Pracowali oni wśród włoskich imigrantów i założyli Iglesia Asamblea Cristiana. W 1910 w celach misyjnych przybył Norweg Berger Johnson, Alice Wood z Kanady oraz May Kelty z USA. Do roku 1914 pracowali oni w dwóch misjach protestanckich, kiedy ze względu na doświadczenie zielonoświątkowe musieli rozpocząć niezależną działalność i przyłączyli się do Zborów Bożych.
Jednak ruch zielonoświątkowy w Argentynie rozwijał się wolniej niż w Brazylii i Chile. Niewielki wzrost nastąpił w roku 1954, kiedy odwiedził Buenos Aires amerykański ewangelista Tommy Hicks i przeprowadził serię spotkań ewangelizacyjnych. Jego wizyta trwała 52 dni, spotkania odbywały się na stadionie piłkarskim mieszczącym 25 tysięcy ludzi. Wizyta Hicksa pokazała argentyńskim zielonoświątkowcom, jakie możliwości dają masowe ewangelizacje. W latach 70. argentyński kaznodzieja Omar Cabrera przeprowadzał „krucjaty” ewangelizacyjne, ale ich efekt był niewielki. Przełom nastąpił dopiero na początku lat 80. XX wieku i zbiegł się on ze zmianami społeczno-politycznymi w kraju. Po półwieczu dyktatorskich rządów i peronizmu, po przegranej wojnie o Falklandy, ustanowiono demokrację. W wyniku tych zmian osłabiona została pozycja Kościoła katolickiego. W tych warunkach nastąpił nagły wzrost pentekostalizmu, na co wskazują statystyki. W roku 1980 zielonoświątkowcy stanowili tylko 2% populacji, a w roku 1990 już 5-6%.
W „zielonoświątkowym przebudzeniu” czołową rolę odegrały następujące trzy postaci: Omar Cabrera, Ed Silvoso, Carlos Annacondia. Hans Geir Aasmundsen zauważył, że w przypadku Argentyny trudno o dokładne dane statystyczne obrazujące rozwój pentekostalizmu. Wiadomo tylko, że na początku lat 90. liczba zielonoświątkowców osiągnęła 5% społeczeństwa, na początku XXI wieku przekroczyła 10% i zbliża się do 15%.
W 1999 roku 100 tysięcy zielonoświątkowców demonstrowało w centrum Buenos Aires o wolność religijną.